# باب بیس
باب بیس (انگلیسی: Bob Bass؛ ۲۸ ژانویهٔ ۱۹۲۹ - ۱۷ اوت ۲۰۱۸) یک بازیکن بیسبال و بازیکن بسکتبال اهل ایالات متحده آمریکا بود.